# Рождённый убивать (фильм, 1967)
«Рождённый убивать» (яп. 殺しの烙印) — фильм режиссёра Сэйдзюна Судзуки. Криминальная драма в стилистике якудза эйга, снятая на студии Nikkatsu в 1967 году. По сюжету наёмный убийца Горо Ханада (Дзё Сисидо), занимающий в преступной иерархии киллеров Японии третье место, стремится стать первым, для чего принимает практически невыполнимые заказы.
Сэйдзюн Судзуки придал персонажам сатирический оттенок, а визуальный ряд построил на основе свободного смешения стилей и образов, от чего ещё во время съёмок его предостерегало руководство студии. В год выхода картину ожидал кассовый провал. Nikkatsu расторг контракт с режиссёром, что послужило поводом многолетнего судебного разбирательства. Выход фильма на VHS в начале 1990-х годов в Европе и США (в международном прокате известен под названием «Branded to Kill») позволил ему добиться профессионального и зрительского признания. Высокую оценку работе Судзуки давали Джим Джармуш, Такэси Китано, Квентин Тарантино и другие кинематографисты. Некоторые из них использовали прямые цитаты из картины в своих проектах. В 2001 году Судзуки снял своеобразный сиквел фильма «Рождённый убивать» под названием «Пистолетная опера» (яп. ピストルオペラ) / (англ. Pistol Opera).

## Сюжет
Горо Ханада — убийца по найму, занимающий третье место в негласном рейтинге якудза. Он практически лишён недостатков, за исключением одного: его приводит в экстаз запах пара варящегося риса. Горо со своей женой прилетает в аэропорт Токио и, взяв такси, узнаёт в водителе бывшего коллегу Касугу. Тот просит Ханаду помочь ему вернуться в бизнес. Все трое тут же отправляются в бар, где босс якудза Исао Тамагава даёт им задание за хорошее вознаграждение сопроводить некоего важного клиента в Нагано, обеспечив его безопасность. Мужчины приступают к заданию, босс тем временем успешно соблазняет жену Ханады.
Забрав клиента, гангстеры отправляются в путь. По дороге Касуга, прихлёбывая виски, жалуется на жизнь. Около развалин старого здания Ханада замечает засаду и, остановив автомобиль, вступает в перестрелку. Касуга нетвёрдой рукой тоже пытается стрелять. Он убивает одного из нападавших и от радости бросается в безумный танец. Тут Касуга замечает в конце разрушенной каменной галереи человека в светлом костюме. Он бросается к нему. Выстрелы раздаются одновременно. Убиты оба, Касуга и его противник, в котором подоспевший Ханада узнаёт киллера № 4. Горо пересаживает клиента в автомобиль нападавших и отправляется в их логово. Там он уничтожает ещё несколько противников. Последнему из них долго удаётся отстреливаться из бетонного бункера. Ханада бросает в укрытие канистру с бензином и, расстреляв её, практически заживо сжигает врага. Им оказывается киллер № 2. После этих приключений Ханада успешно доставляет клиента в установленное место и отправляется домой. В дороге у него ломается автомобиль, но его подвозит Мисако, «роковая красавица» в дорогом кабриолете. Дома Ханага несколько раз грубо овладевает женой, чередуя секс с ингаляциями над рисоваркой.
Босс якудза поручает Ханаде убить троих мужчин: чиновника таможни, окулиста и ювелира. В первого киллер стреляет через сопло гигантской зажигалки на рекламном плакате сигарет, второго убивает выстрелом в голову через отверстие раковины, развинтив сливную трубу в техническом помещении этажом ниже. В офисе торговца драгоценностями Ханада устраивает откровенную бойню, перестреляв несколько охранников, и скрывается на воздушном шаре с подвешенной рекламой. Вечером к нему приходит Мисако и предлагает ещё один контракт. В момент его исполнения на прицел винтовки Ханады садится бабочка, и тот убивает случайную прохожую. По бандитским устоям теперь сам Горо становится мишенью. В первый же вечер в него стреляет жена, но Ханаду спасает металлическая пряжка поясного ремня. Чуть живой он пробирается в дом Мисако, всё пространство которого заполнено мёртвыми бабочками и птицами. Мужчина и женщина совершают несколько встречных безуспешных попыток то соблазнить друг друга, то убить друг друга. Горо понимает, что влюбился. Вечером следующего дня он выясняет, что его супруга скрывается в квартире босса Исао Тамагавы. Ханада отправляется туда и убивает жену. Затаившись, он ожидает прихода Тамагавы. Ничего не подозревающий, тот подходит к дверям квартиры, но через несколько мгновений вваливается в дверь уже мёртвым. Во лбу у него запоминающееся бескровное пулевое отверстие. Озадаченный Ханада провожает глазами спускающийся лифт. Он судорожно вспоминает, что где-то уже видел подобную «фирменную» метку.
Ханада возвращается в квартиру своей новой возлюбленной. Не успевает он переступить порог, как включается кинопроектор. На экране демонстрируется мучительная смерть Мисако, после чего Ханаде выдвигается требование быть завтра днём в назначенном месте: он приговорён якудза к смерти и должен умереть в любом случае. Однако, прибыв в нужное время на заброшенный пирс, благодаря своему нетривиальному подходу он расправляется сразу с несколькими гангстерами. Силы Горо на исходе. В этот момент к нему подъезжает автомобиль, из которого выходит недавний попутчик в Нагано. Он заявляет, что является киллером № 1 и обязательно вскоре убьёт Ханаду, но не сейчас. Номеру Один важно морально подавить соперника. На протяжении нескольких дней он устраивает с ним психологическую дуэль, доведя Горо до психоза. Наконец, Номер Один назначает встречу ночью в спортивном клубе, в зале для боксёрских поединков. После короткой перестрелки Ханада тяжело ранен. Его противник, улыбаясь, выходит на ринг. Из темноты раздаётся несколько выстрелов, и Номер один падает мёртвым. На ринг вползает раненый Ханада. Между трибунами распахивается дверь, и Горо инстинктивно стреляет. Мёртвой падает забинтованная, но ещё мгновенье назад живая Мисако. Со словами «Я первый!» Ханада уходит в темноту. Раздаётся звон стекла. За кадром звучит песня о киллере, навсегда ушедшим сквозь разбитое окно.

## В ролях
- Дзё Сисидо — Горо Ханада, наёмный убийца № 3
- Марико Агава — жена Горо Ханады
- Кодзи Нанбара — наёмный убийца № 1
- Исао Тамагава — Митихико Ябухаро, босс якудза
- Анну Мари — Мисако, «роковая красавица»
- Хироси Минами — Касуга, таксист, бывший киллер

## История создания
Судзуки работал над сценарием очень быстро, как всегда заперевшись дома и в достаточных объёмах выпивая виски. Фильм был задуман не более, чем очередной низкобюджетный проект категории B-movie поджанра якудза-эйга. Стандартный график предусматривал одну неделю для подготовки производства, 25 дней на съёмки и три дня на монтаж. Незадолго до начала процесса руководство студии признало сценарий «нецелесообразным» и предложило режиссёру переписать его. Судзуки хотел отказаться от сценария, но ему было настоятельно предписано продолжить работу.
В своей работе Судзуки практически не использовал раскадровки. Он предпочитал генерировать оригинальные идеи для следующего дня в ночь перед съёмкой. Он с готовностью рассматривал предложения и других участников съёмочной группы. Так, например, идея с фетишом — запахом риса, родилась спонтанно. Судзуки вспоминал, что хотел сделать персонажа «абсолютно японским убийцей». Поэтому тот обязан любить рис. Режиссёр шутил: «Если бы я снимал фильм про итальянского киллера, то он нюхал бы у меня макароны». Фильм был смонтирован за один день, 13 июня 1967 года.

После предварительного просмотра президент студии открыто признался, что картины не понял, однако выход её разрешил без редакторских правок. К сожалению, публика совпала во мнении с продюсерами. «Рождённый убивать» в прокате потерпел полный провал. Никкацу разорвала контракт с Судзуки, а готовившаяся на 1968 год ретроспектива его фильмов была отменена. Когда просить о восстановлении своего коллеги к президенту Никкацу пошёл его друг Тецуо Кобаяси, он получил следующий ответ: 
Судзуки делает непонятные фильмы.
Судзуки не следует указаниям компании.
Фильмы Судзуки убыточны, каждый стоит 60 миллионов йен.
Судзуки больше не может снимать фильмы где-бы то ни было. Он должен уйти.
Судзуки должен открыть лапшичную или что-то подобное.
Режиссёр подал на студию в суд, который завершился лишь через 8 лет победой Судзуки. Однако, многие источники признают вероятность того, что принятое в 1967 году решение расстаться с Судзуки было основано не на сложности восприятия его работ для простого зрителя, и не на кассовом провале одной картины, а на желании переложить ответственность за череду неудач студии с её руководства на конкретного кинематографиста.

## Художественные особенности
Ёмкая и точная оценка художественных особенностей фильма «Рождённый убивать» приведена в журнале Time Out. Его начало исполнено как меланхоличный гангстерский триллер почти в стиле Мельвиля. Но одновременно с тем, как герой переживает психологический надлом и погружается в сюрреалистический мир своих кошмаров, режиссёр ломает течение картины, превращая её в цепь причудливых, абсурдных, иногда разорванных эпизодов. А это уже похоже на «золотую эру» Годара. Кульминация, как ни странно, напоминает «Выстрел в упор» Джона Бурмена. Учитывая, что все эти творческие изыски происходили в одно время, но в разных странах, можно оценить высокий творческий потенциал Судзуки, работавшего вне кинематографических школ Европы и Голливуда.
Ещё одну развёрнутую оценку картины даёт Филипп Брофи — австралийский дизайнер и теоретик кино, преподающий в Мельбурнском королевском технологическом университете. Во-первых, говоря о творческом стиле Судзуки в этой работе, он характеризует её яркими, ёмкими терминами: «heightened otherness» (вероятно, можно перевести как «повышенная инаковость»), синдром насилия нео-кабуки, готическая чувственность. Во-вторых, ленту в целом Брофи описывает как «психологическую симфонию в целом ряде жанров и стилей». Он приводит целый ряд аллюзий: перестрелка в зияющих туннелях и сюрреалистических бункерах — на «Атаку» Роберта Олдрича, эротические сцены с женой — на «Империю чувств» Осимы, то же с Мисако — уже на «Психо» Хичкока, внутреннее смятение Ханады — на «Леди из Шанхая» Орсона Уэллса.
Критик Иван Денисов отмечает, что главный герой, а вслед за ним и зритель от сцены к сцене теряют границу мира реального и мира страхов и фантомов Ханады, нарисованный его слабеющим рассудком. Погружение в изменённое сознание гангстера киновед считает высоким проявлением мастерства режиссёра. Обозреватель Chicago Reader Джонатан Розенбаум, говоря о фильме, в первую очередь отмечает созданную режиссёром атмосферу холодности и цинизма.
Автор электронного издания Midnight Eye Джаспер Шарп подчёркивает ещё ряд характеризующих фильм моментов: великолепное владение эстетикой поп-арта, непринужденный джазовый контрапункт, мастерское использование света и тени в ограниченных рамках чёрно-белого кино. Однако далее он констатирует, что это не самая доступная для понимания работа Сузуки, особенно для тех, кто не знаком с необычным, несвязанным, казалось бы, стилем режиссёра: «возможно, потребуется несколько просмотров, прежде чем начнёт появляться костяк сюжета».

## Критика
Критика фильма в год выхода была резка и негативна. Так, журнал «Eiga Geijutsu» писал: «Женщина покупает норковую шубу и думает только о сексе. Мужчина хочет убивать и испытывает ностальгию по запаху кипящего риса. Мы не можем помочь тем, кто запутался. Мы просто не пойдём в кинотеатр решать головоломки» .
Более современные оценки высоки, практически без единого исключения. Так, американский композитор-авангардист, саксофонист Джон Зорн, являясь поклонником всего творчества Судзуки, назвал фильм одним из наиболее важных и самобытных за всю историю японского кино, «тревожный шедевр, мощный и уникальный». В обозрении Джонатана Кроу на AllMovie картина отмечена как блестящяя, причудливая японская гангстерская сага, до сих пор способная шокировать, наводить ужас и просто увлекать.

Обозреватель Telegraph Робби Коллин отдельно подчёркивает отрешённость и холодность камеры Судзуки, сравнивая её то с кажущимся равнодушием взгляда свернувшейся пантеры, то с угловатой тишиной холстов Эда Рушея. В статье автор с высоты сегодняшних предпочтений и вкусов допускает некоторую иронию в адрес главного героя:: 
В центре — Ханада, наёмный убийца в исполнении Джо Шишидо, чьи строгие глаза и надутые коллагеном, почти по Линчу, щёки часто можно было видеть в дешёвых японских кинотеатрах в 1960-х. Ханада — третий номер из лучших киллеров Токио со стильной виллой, гламурной женой и либидо, которое утомит и Джеймса Бонда; стимулируемый одним лишь ароматом варёного риса, он одержим желанием стать первым и берёт на себя всё более и более неисполнимые задания в стремлении подняться по двум последним ступеням.
Обозреватель Time Out Том Хиддлстон ставит картину «Рождённый убивать» в один ряд с ещё тремя очень сильными лентами, выход которых негативно повлиял на карьеру выдающихся режиссёров: «Великий диктатор» Чарли Чаплина (фильм долго не выходил в прокат по цензурным соображениям и из-за опасений навредить нейтральным отношениям США и фашистской Германии, через год он получил пять номинаций Оскар), «Эта прекрасная жизнь» Фрэнка Капры (в год выхода фильм постиг кассовый провал и разорил продюсерскую компанию режиссёра, сейчас он входит в топ-25 IMDb) и «Подглядывающий» Майкла Пауэлла (за чрезмерно реалистичную демонстрацию сцен насилия; сейчас лента входит в список 100 лучших британских фильмов за 100 лет по версии BFI). Резюмируя общее настроение профессиональной критики, этот автор утверждает: «„Рождённый убивать“ является одним из тех фильмов, которые опережают время, возможно, и мы до сих пор не можем догнать его. Насилие в первозданном виде, секс даже сверх того, безупречная чёрно-белая съёмка — каждый кадр выстраивается в своеобразную галерею. Дикую, странную и незабываемую».

## Сатира в фильме
Насмешка и даже острая сатира над условностями жанра проходит через весь фильм. Во многих западных лентах так называемые «плохие парни» всегда стремились к становлению условной иерархии: быть самым известным, самым жестоким и так далее. Здесь же это стремление возведено до крайней степени: киллеры, профессия которых исключает малейшую публичность, здесь выстроены в официальный и широко обсуждаемый рейтинг. Фетишизм к варёному рису имеет не только подчёркнуто национальную черту. Заказ в баре (в очередности: жена-Ханада-Касуга): «скотч, пропаренный рис, двойной скотч» является практически зеркальным посылом к скрупулёзной инструкции Джеймса Бонда на фоне более тривиальных заказов: «Мартини с водкой, смешать, но не взбалтывать». Роковая женщина — один из главных штампов нуара (здесь это Мисако), не только, как заведено, соблазняет главного героя, угрожая при этом его жизни. Она хочет убить Ханаду, она хочет убить себя, при этом максимально экзотическим способом на фоне сотен убитых бабочек и птиц.
Вероятно, самыми смешными эпизодами картины являются сцены психологической дуэли двух гангстеров, когда они прицелившись друг в друга, соглашаются на многочасовой психологический марафон. Каждый хочет убить другого, но не погибнуть самому. Ради этого они детально договариваются, что будут спать одновременно в одной кровати, прикованные к её спинке, ходить привязанными друг к другу, мочится одновременно, спина к спине, со сцепленными в замок руками. Хотя выглядят они чрезвычайно благородно и достойно, всё это парадоксально и смешно. Отдельно на анализе этой нереальной схватки характеров останавливается профессор Национального университета Сингапура Стефен Тео. Он считает фильм «тупиковым шедевром», кульминацией презрения режиссёра к студии, последние несколько лет пытающейся учить его творчеству. Поучительные монологи Номера Один о навыках, которыми должен овладеть супер-профессионал — спать с открытыми глазами или быть готовым при случае помочиться в собственный башмак, — не прикрыто ироничны. В конфронтации Ханады и Киллера № 1 киновед склонен видеть противостояние Судзуки и Никкацу.

## Влияние на современную культуру
Квентин Тарантино под влиянием этого «абсурдного шедевра» также не стал давать имена своим персонажам из фильма «Бешеные псы», но, в отличие от Судзуки, присвоил им не номера, а цвета. Джим Джармуш, называвший «Рождённый убивать» лучшим фильмом подобного жанра наряду с «Самураем» Мильвиля, использовал сцену с убийством через слив канализации в качестве цитаты в своём фильме «Пёс-призрак: путь самурая». Для критиков очевидно влияние картины на работы Вонга Карвая «Падшие ангелы» и Джонни То «Профессия киллер», Такэси Китано «Снял кого-нибудь?» и «Почтальонский блюз» Сабу.
В 2001 году Судзуки снял своеобразное продолжение фильма «Рождённый убивать» под названием «Пистолетная опера» (яп. ピストルオペラ) / (англ. Pistol Opera).

## Комментарии
1. ↑  Хатиро Гурю (яп. 具流八郎) — не является именем собственным, буквальный перевод — «Группа восьми». Восемь авторов в 1960-х годах коллективно работали над несколькими сценариями для студии Никкацу.
2. ↑  В своей статье Филипп Брофи ошибочно датирует выход фильма 1966 годом. Настоящая дата релиза — 1956 год.